# Liste des titres musicaux numéro un aux États-Unis en 1999
Cette page liste les titres musicaux ayant le plus de succès au cours de l'année 1999 aux États-Unis d'après le magazine Billboard.

## Historique
| Date         | Artiste(s)                                   | Titre                 | Référence |
| ------------ | -------------------------------------------- | --------------------- | --------- |
| 2 janvier    | R. Kelly & Céline Dion                       | I'm Your Angel        |           |
| 9 janvier    | R. Kelly & Céline Dion                       | I'm Your Angel        |           |
| 16 janvier   | Brandy                                       | Have You Ever?        |           |
| 23 janvier   | Brandy                                       | Have You Ever?        |           |
| 30 janvier   | Britney Spears                               | ...Baby One More Time |           |
| 6 février    | Britney Spears                               | ...Baby One More Time |           |
| 13 février   | Monica                                       | Angel of Mine         |           |
| 20 février   | Monica                                       | Angel of Mine         |           |
| 27 février   | Monica                                       | Angel of Mine         |           |
| 6 mars       | Monica                                       | Angel of Mine         |           |
| 13 mars      | Cher                                         | Believe               |           |
| 20 mars      | Cher                                         | Believe               |           |
| 27 mars      | Cher                                         | Believe               |           |
| 3 avril      | Cher                                         | Believe               |           |
| 10 avril     | TLC                                          | No Scrubs             |           |
| 17 avril     | TLC                                          | No Scrubs             |           |
| 24 avril     | TLC                                          | No Scrubs             |           |
| 1er mai      | TLC                                          | No Scrubs             |           |
| 8 mai        | Ricky Martin                                 | Livin' La Vida Loca   |           |
| 15 mai       | Ricky Martin                                 | Livin' La Vida Loca   |           |
| 22 mai       | Ricky Martin                                 | Livin' La Vida Loca   |           |
| 29 mai       | Ricky Martin                                 | Livin' La Vida Loca   |           |
| 5 juin       | Ricky Martin                                 | Livin' La Vida Loca   |           |
| 12 juin      | Jennifer Lopez                               | If You Had My Love    |           |
| 19 juin      | Jennifer Lopez                               | If You Had My Love    |           |
| 26 juin      | Jennifer Lopez                               | If You Had My Love    |           |
| 3 juillet    | Jennifer Lopez                               | If You Had My Love    |           |
| 10 juillet   | Jennifer Lopez                               | If You Had My Love    |           |
| 17 juillet   | Destiny's Child                              | Bills, Bills, Bills   |           |
| 24 juillet   | Will Smith featuring Dru Hill & Kool Moe Dee | Wild Wild West        |           |
| 31 juillet   | Christina Aguilera                           | Genie in a Bottle     |           |
| 7 août       | Christina Aguilera                           | Genie in a Bottle     |           |
| 14 août      | Christina Aguilera                           | Genie in a Bottle     |           |
| 21 août      | Christina Aguilera                           | Genie in a Bottle     |           |
| 28 août      | Christina Aguilera                           | Genie in a Bottle     |           |
| 4 septembre  | Enrique Iglesias                             | Bailamos              |           |
| 11 septembre | Enrique Iglesias                             | Bailamos              |           |
| 18 septembre | TLC                                          | Unpretty              |           |
| 25 septembre | TLC                                          | Unpretty              |           |
| 2 octobre    | TLC                                          | Unpretty              |           |
| 9 octobre    | Mariah Carey featuring Jay-Z                 | Heartbreaker          |           |
| 16 octobre   | Mariah Carey featuring Jay-Z                 | Heartbreaker          |           |
| 23 octobre   | Santana featuring Rob Thomas                 | Smooth                |           |
| 30 octobre   | Santana featuring Rob Thomas                 | Smooth                |           |
| 6 novembre   | Santana featuring Rob Thomas                 | Smooth                |           |
| 13 novembre  | Santana featuring Rob Thomas                 | Smooth                |           |
| 20 novembre  | Santana featuring Rob Thomas                 | Smooth                |           |
| 27 novembre  | Santana featuring Rob Thomas                 | Smooth                |           |
| 4 décembre   | Santana featuring Rob Thomas                 | Smooth                |           |
| 11 décembre  | Santana featuring Rob Thomas                 | Smooth                |           |
| 18 décembre  | Santana featuring Rob Thomas                 | Smooth                |           |
| 25 décembre  | Santana featuring Rob Thomas                 | Smooth                |           |